# Rugby-Union-Südamerikameisterschaft 1989
Die Rugby-Union-Südamerikameisterschaft 1989 (spanisch Sudamericano de Rugby 1989) war die 16. Ausgabe der südamerikanischen Kontinentalmeisterschaft in der Sportart Rugby Union. Sie fand 1989 in Uruguay statt und wurde zum ersten Mal vom neuen Kontinentalverband CONSUR (heute Sudamérica Rugby) organisiert. Teilnehmer waren die Nationalmannschaften von Argentinien, Brasilien, Chile, Paraguay und Uruguay. Austragungsort war das Estadio Charrúa in der Hauptstadt Montevideo. Den Titel gewann zum 15. Mal Argentinien.

## Tabelle
Für einen Sieg gab es zwei Punkte, für ein Unentschieden einen Punkt, bei einer Niederlage null Punkte.
|    | Land        | Spiele | Siege | Unent. | Ndlg. | Spiel- punkte | Diff. | Tabellen- punkte |
| -- | ----------- | ------ | ----- | ------ | ----- | ------------- | ----- | ---------------- |
| 1. | Argentinien | 4      | 4     | 0      | 0     | 248:30        | + 218 | 8                |
| 2. | Uruguay     | 4      | 3     | 0      | 1     | 109:71        | + 38  | 6                |
| 3. | Chile       | 4      | 2     | 0      | 2     | 87:84         | + 3   | 4                |
| 4. | Brasilien   | 4      | 1     | 0      | 3     | 73:207        | − 134 | 2                |
| 5. | Paraguay    | 4      | 0     | 0      | 4     | 34:159        | − 125 | 0                |

## Ergebnisse
Punktesystem: 4 Punkte für einen Versuch, 2 Punkte für eine Erhöhung, 3 Punkte für einen Straftritt, 3 Punkte für ein Dropgoal
| 7. Oktober 1989 | Chile | 12 : 9 | Paraguay | Estadio Charrúa, Montevideo |
| 7. Oktober 1989 |       |        |          | Estadio Charrúa, Montevideo |

| 7. Oktober 1989 | Uruguay                                                                                            | 44 : 13        | Brasilien                                  | Estadio Charrúa, Montevideo Schiedsrichter: Marcelo Didier (Chile) |
| 7. Oktober 1989 | Versuche: Costabile (3) Diana Eirea Nicola Paullier (2) Strafversuch Erhöhungen: Nicola (3) Ubilla | (18:7) Bericht | Versuche: Furusho Straftritte: Furusho (3) | Estadio Charrúa, Montevideo Schiedsrichter: Marcelo Didier (Chile) |

| 8. Oktober 1989 | Argentinien | 103 : 9 | Brasilien      | Estadio Charrúa, Montevideo Schiedsrichter: Eduardo Blengio (Uruguay) |
| 8. Oktober 1989 | Versuche: Branca Camerlinckx Garretón Halle Jorge (6) Loffreda (2) Sanes Schacht (3) Silvestre Soler (3) Erhöhungen: Mesón (10) Straftritte: Mesón | Bericht | Straftritte: 3 | Estadio Charrúa, Montevideo Schiedsrichter: Eduardo Blengio (Uruguay) |

| 8. Oktober 1989 | Uruguay                                                                                        | 32 : 7        | Paraguay                              | Estadio Charrúa, Montevideo Schiedsrichter: Juan José Rolandi (Argentinien) |
| 8. Oktober 1989 | Versuche: Berruti Calandra Nicola (2) Ormaechea Erhöhungen: Ubilla (3) Straftritte: Ubilla (2) | (0:3) Bericht | Versuche: Moreira Straftritte: Duarte | Estadio Charrúa, Montevideo Schiedsrichter: Juan José Rolandi (Argentinien) |

| 10. Oktober 1989 | Argentinien                                                                                           | 36 : 9  | Chile                                                    | Estadio Charrúa, Montevideo Schiedsrichter: Salvador de Marco (Paraguay) |
| 10. Oktober 1989 | Versuche: Angelillo Coppola Loffreda Schacht (2) Erhöhungen: Domínguez (2) Straftritte: Domínguez (4) | Bericht | Versuche: Muñoz Erhöhungen: Spencer Straftritte: Spencer | Estadio Charrúa, Montevideo Schiedsrichter: Salvador de Marco (Paraguay) |

| 10. Oktober 1989 | Brasilien | 40 : 11 | Paraguay | Estadio Charrúa, Montevideo |
| 10. Oktober 1989 |           |         |          | Estadio Charrúa, Montevideo |

| 12. Oktober 1989 | Argentinien | 75 : 7  | Paraguay                              | Estadio Charrúa, Montevideo Schiedsrichter: Robert Magalhães (Brasilien) |
| 12. Oktober 1989 | Versuche: Bertranou (2) Branca Pablo Camerlinckx (2) Coppola (2) Jorge Mesón Schacht (2) Silvestre Soler (2) Erhöhungen: Domínguez (4) Mesón (4) Straftritte: Domínguez | Bericht | Versuche: Caceres Straftritte: García | Estadio Charrúa, Montevideo Schiedsrichter: Robert Magalhães (Brasilien) |

| 12. Oktober 1989 | Chile                                                             | 17 : 19        | Uruguay                                                                | Estadio Charrúa, Montevideo Schiedsrichter: Juan José Rolandi (Argentinien) |
| 12. Oktober 1989 | Versuche: de Maria Raineri Erhöhungen: Gili Straftritte: Gili (3) | (3:11) Bericht | Versuche: Paullier Silveira Erhöhungen: Nicola Straftritte: Nicola (3) | Estadio Charrúa, Montevideo Schiedsrichter: Juan José Rolandi (Argentinien) |

| 14. Oktober 1989 | Brasilien | 20 : 49 | Chile | Estadio Charrúa, Montevideo |
| 14. Oktober 1989 |           |         |       | Estadio Charrúa, Montevideo |

| 14. Oktober 1989 | Uruguay                                        | 14 : 34         | Argentinien                                                                  | Estadio Charrúa, Montevideo Schiedsrichter: Gerrit Coetzer (Südafrika) |
| 14. Oktober 1989 | Versuche: Ormaechea Ubilla Straftritte: Nicola | (10:21) Bericht | Versuche: Jorge (2) Schacht (2) Erhöhungen: Mesón (3) Straftritte: Mesón (4) | Estadio Charrúa, Montevideo Schiedsrichter: Gerrit Coetzer (Südafrika) |